# Goniochloridaceae
Famille
Les Goniochloridaceae sont une famille d'algues de l'embranchement des Ochrophyta  de la classe des Eustigmatophyceae et de l’ordre des Goniochloridales.

## Étymologie
Le nom vient du genre type Goniochloris, de gonio, angle et chlor, « en rapport avec la couleur verte », en référence à la forme angulaire et à la couleur vert clair de cet organisme.

## Liste des genres
Selon AlgaeBase (20 février 2022) :
- Goniochloris (en) Geitler, 1928 - genre type
- Pseudostaurastrum Chodat, 1921
- Tetraëdriella Pascher, 1930 nom. cons.
- Trachydiscus H.Ettl, 1964
- Vacuoliviride T.Nakayama et al., 2015

World Register of Marine Species (20 février 2022) répartit dans trois familles les genres reconnus par AlgaeBAse :
- Eustigmataceae : genres Pseudostaurastrum et Tetraëdriella ;
- Goniochloridaceae : le seul genre Vacuoliviride ;
- Pleurochloridaceae (classe des Xanthophyceae) : genres Goniochloris et Trachydiscus.